# Камина (аэропорт)
Аэропорт Камина (фр. Aéroport de Kamina) (ИАТА: KMN, ИКАО: FZSB) — расположен рядом с городом Камина, провинция Верхнее Ломами, на юго-востоке Демократической Республики Конго.